# 280 Philia
280 Philia è un asteroide della fascia principale del diametro medio di circa 45,69 km. Scoperto nel 1888, presenta un'orbita caratterizzata da un semiasse maggiore pari a 2,9453789 UA e da un'eccentricità di 0,1059155, inclinata di 7,44284° rispetto all'eclittica.
Il suo nome è dedicato alla ninfa greca delle naiadi Philia che, secondo il mito, insieme alle ninfe Coronida e Clidi avrebbe accudito il giovane Dioniso, nell'isola di Nasso.